# Força Aérea Arménia

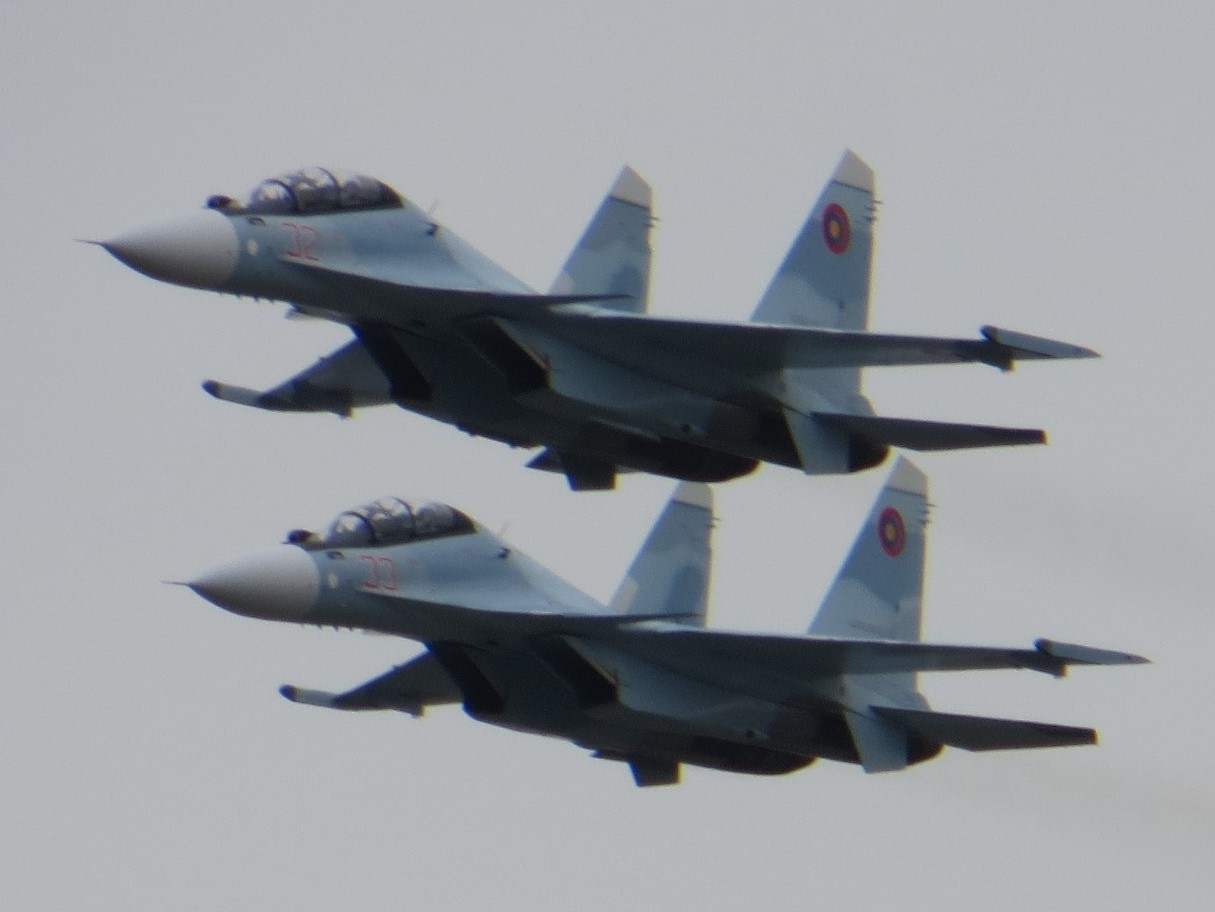
Dois Su-30s armênios.

A Força Aérea da Arménia (em arménio: Հայաստանի Ռազմաօդային Ուժեր) é o braço aéreo das Forças Armadas da Arménia, formado pela Arménia independente em 1992, na sequência da dissolução da União Soviética. Fora de seu nome convencional, também é conhecida como Departamento de Aviação das Forças Armadas da Arménia. É organizada e equipada principalmente para fornecer às forças terrestres armênias apoio aéreo tático na forma de ataque ao solo e transporte aéreo em terreno montanhoso. Forneceu apoio efetivo durante as batalhas contra o Azerbaijão na região de Nagorno-Karabakh, de 1992 a 1994.